# Římskokatolická farnost Pohořelice (arcidiecéze Olomouc)
Římskokatolická farnost Pohořelice je územní společenství římských katolíků s farním kostelem svatého Jana Nepomuckého v děkanátu Zlín. 

## Historie farnosti
První písemná zmínka o obci pochází z roku 1255. Farní kostel byl postaven v letech 1739–1740.

## Duchovní správci
Farářem je od ledna 2017 R. D. Mgr. et Mgr. Miroslav Jáně.

## Bohoslužby
| Kostel                       | Místo        | Bohoslužba (den)                   | Hodina                                    | Poznámka                    |
| ---------------------------- | ------------ | ---------------------------------- | ----------------------------------------- | --------------------------- |
| svatého Jana Nepomuckého     | Pohořelice   | neděle pondělí středa pátek sobota | 9.00 18.00 10.00 (1. v měsíci)            | farní kostel                |
| svatého Jiljí                | Pohořelice   | příležitostně                      |                                           | filiální kostel na hřbitově |
| svaté Zdislavy               | Oldřichovice | sobota                             | 18.00 (letní čas) 17.00 (zimní čas)       | filiální kostel             |
| svatého Antonína Paduánského | Komárov      | neděle čtvrtek                     | 10.30 18.00 (letní čas) 17.00 (zimní čas) | filiální kostel             |

## Aktivity ve farnosti
Ve farnosti se pravidelně koná tříkrálová sbírka. V roce 2016 činil její výtěžek 26 801 korun.
V červnu 2018 ve farnosti uděloval svátost biřmování biskup Josef Nuzík. 